# Víkingsvöllur
El Víkingsvöllur  también conocido como Víkin o Keppnisvöllur, es un estadio de usos múltiples ubicado en la ciudad de Reykjavík, Islandia. Actualmente se utiliza principalmente para partidos de fútbol, fue inaugurado en 2005 y posee una capacidad para 2 000 espectadores. El recinto es utilizado por el Víkingur Reykjavík de la Úrvalsdeild Karla, la Primera División de Islandia.
Desde 2020 es utilizado por la Selección de fútbol sub-21 de Islandia para sus partidos oficiales.